# Лендинара
Лендинара (итал. Lendinara) — коммуна в Италии, располагается в провинции Ровиго области Венето.
Население составляет 12 188 человек (на 2004 г.), плотность населения составляет 221 чел./км². Занимает площадь 55 км². Почтовый индекс — 45026. Телефонный код — 0425.
Покровительницей коммуны почитается Святая Дева Пиластрелло (Beata Vergine del Pilastrello). Праздник ежегодно 8 сентября.